# Schweiziska mästerskapet (beachvolley)
Schweiziska mästerskapet i beachvolley är en årlig tävling i Schweiz för damer och herrar. Den avslutar den schweiziska touren. Tävlingen har hållits sedan 1992. Med några få undantag har del spelats i Bern. 

## Resultat per år[1]
| År                   | Ort                  | Damer                                   | Herrar                                 |
| -------------------- | -------------------- | --------------------------------------- | -------------------------------------- |
| 1992 mer information | Lido, Luzern         | Hartmann Meier                          | Martin Walser Christian Wandeler       |
| 1993 mer information | Lido, Luzern         | Gaby Meili Kathy Stocker                | Marc Gerson Daniel Stauffer            |
| 1994 mer information | Lido, Luzern         | Barbara Bossi Cornelia Gerson           | Martin Laciga Paul Laciga              |
| 1995 mer information | Strandbad, Buochs    | Gaby Meili Margot Schläfli              | Patrick Egger Sascha Heyer             |
| 1996 mer information | Marzilibad, Bern     | Annalea Hartmann Margot Schläfli        | Martin Laciga Paul Laciga              |
| 1997 mer information | Marzilibad, Bern     | Nicole Schnyder-Benoit Patricia Dormann | Markus Egger Daniel Schudt             |
| 1998 mer information | Bundesplatz, Bern    | Denise Kölliker Annalea Hartmann        | Sascha Heyer Martin Walser             |
| 1999 mer information | Bundesplatz, Bern    | Nicole Schnyder-Benoit Annalea Hartmann | Markus Egger Bernhard Vesti            |
| 2000 mer information | Bundesplatz, Bern    | Nicole Schnyder-Benoit Annalea Hartmann | Patrick Heuscher Stefan Kobel          |
| 2001 mer information | Bundesplatz, Bern    | Nicole Schnyder-Benoit Simone Kuhn      | Markus Egger Sascha Heyer              |
| 2002 mer information | Bundesplatz, Bern    | Nicole Schnyder-Benoit Simone Kuhn      | Patrick Heuscher Stefan Kobel          |
| 2003 mer information | Hauptbahnhof, Zürich | Nicole Schnyder-Benoit Simone Kuhn      | Patrick Heuscher Stefan Kobel          |
| 2004 mer information | Bundesplatz, Bern    | Nicole Schnyder-Benoit Simone Kuhn      | Patrick Heuscher Stefan Kobel          |
| 2005 mer information | Allmend, Bern        | Simone Kuhn Lea Schwer                  | Patrick Heuscher Stefan Kobel          |
| 2006 mer information | Bundesplatz, Bern    | Simone Kuhn Lea Schwer                  | Sascha Heyer Paul Laciga               |
| 2007 mer information | Bundesplatz, Bern    | Nadia Erni Muriel Grässli               | Sascha Heyer Patrick Heuscher          |
| 2008 mer information | Bundesplatz, Bern    | Romana Kayser Martina Grossen           | Sascha Heyer Patrick Heuscher          |
| 2009 mer information | Bundesplatz, Bern    | Simone Kuhn Nadine Zumkehr              | Martin Laciga Jefferson Bellaguarda    |
| 2010 mer information | Bundesplatz, Bern    | Simone Kuhn Nadine Zumkehr              | Martin Laciga Jefferson Bellaguarda    |
| 2011 mer information | Bundesplatz, Bern    | Simone Kuhn Nadine Zumkehr              | Jefferson Bellaguarda Patrick Heuscher |
| 2012 mer information | Bundesplatz, Bern    | Isabelle Forrer Anouk Vergé-Dépré       | Sascha Heyer Sébastien Chevallier      |
| 2013 mer information | Bundesplatz, Bern    | Tanja Goricanec Tanja Hüberli           | Alexei Strasser Mirco Gerson           |
| 2014 mer information | Bundesplatz, Bern    | Joana Heidrich Nadine Zumkehr           | Philip Gabathuler Mirco Gerson         |
| 2015 mer information | Bundesplatz, Bern    | Isabelle Forrer Anouk Vergé-Dépré       | Sébastien Chevallier Marco Krattiger   |
| 2016 mer information | Bundesplatz, Bern    | Isabelle Forrer Anouk Vergé-Dépré       | Philip Gabathuler Mirco Gerson         |
| 2017 mer information | Bundesplatz, Bern    | Joana Heidrich Anouk Vergé-Dépré        | Sébastien Chevallier Alexei Strasser   |
| 2018 mer information | Bundesplatz, Bern    | Nina Betschart Tanja Hüberli            | Nico Beeler Marco Krattiger            |
| 2019 mer information | Bundesplatz, Bern    | Nina Betschart Tanja Hüberli            | Mirco Gerson Adrian Heidrich           |
| 2020                 | Ingen turnering      | Ingen turnering                         | Ingen turnering                        |
| 2021 mer information | Bundesplatz, Bern    | Nina Betschart Tanja Hüberli            | Mirco Gerson Adrian Heidrich           |
| 2022 mer information | Bundesplatz, Bern    | Nina Brunner Tanja Hüberli              | Leo Dillier Adrian Heidrich            |
| 2023 mer information | Bundesplatz, Bern    | Nina Brunner Tanja Hüberli              | Marco Krattiger Florian Breer          |

## Fotnoter
1. ↑  Inställd p.g.a. Covid-19-pandemin